# 島崎蓊助
島崎 蓊助（しまざき おうすけ、1908年12月17日 - 1992年3月11日）は、昭和時代の洋画家。共産主義運動家。父は作家の島崎藤村、兄は同じく画家の島崎鶏二。

## 来歴
藤村の三男として東京浅草で出生した。しかし、2歳時に母が死去、木曽福島の藤村の姉に引き取られて幼少年期を過ごし、父・藤村の私生活も乱れていた（藤村の項目参照）など不幸のうちに成長する。14歳の時、1歳上の兄・鶏二が川端画学校への進学するに当たり、父に同行を命じられて上京。兄と共に画学校に通う中、村山知義と知り合いプロレタリア美術運動に参加、次第に左翼運動への関心を高めていく。1929年にヴァイマル共和政期ドイツのベルリンへ留学するが、千田是也らと共にもっぱら共産主義理念に熱中していた。しかしナチスの台頭により次第に活動は困難を究め、1933年に帰国する。1944年に召集され、陸軍報道部員として中国戦線に送られる。前線では主に戦場のスケッチを描く作業に従事していた。
父の世話をしていた兄・鶏二が南方で戦死したため、戦後は父の残した膨大な資料や未発表の原稿の整理に追われた。1970年になってようやく筑摩書房『藤村全集』編纂へのめどが立ち、画業に復帰、1971年に東京・日本橋の柳屋画廊にて初めての個展を開く。これが生涯で最初で最後の個展となり、以後も制作は続けていたが公式に発表することはなく、主に『歴程』で宗左近らのスポンサーとして裏方の活動を続けた。
没後しばらく左翼思想家としての評価が高かったが、近年ようやくその画業についても再評価する活動が始まっている。

## 関連文献
- 『藤村私記』河出書房新社、1967年
- 『島崎蓊助自伝 父・藤村への抵抗と回帰』平凡社、2002年。加藤哲郎・島崎爽助編　ISBN 978-4582831160